# 5. Fußartillerie-Brigade (Deutsches Kaiserreich)
Die 5. Fußartillerie-Brigade war ein Großverband der Preußischen Armee.
In den Europäischen Armeen wurden zu Beginn des 18. Jahrhunderts Artillerie-Einheiten gebildet, neben der reitenden Artillerie die Fußartillerie, die sich dadurch auszeichnete, dass die Bedienungsmannschaften zu Fuß unterwegs waren.

## Geschichte
Die 5. Fußartillerie-Brigade wurde zum 1. Oktober 1912 in Köln aufgestellt und am 2. August 1914 mobilisiert. Am 17. September 1915 wurde sie zum General der Fußartillerie Nr. 17 und im Rahmen der Umstrukturierung der Artillerie zum 16. Februar 1917 zum Artillerie-Kommandeur Nr. 214 (Arko 214) umfunktioniert.
Sie unterstand bis zum Kriegsausbruch 1914 der Generalinspektion der Fußartillerie (nach der Umstrukturierung der Artillerie 1887 aus der Generalinspektion der Artillerie gebildet) und 2. Fußartillerie-Inspektion in Köln.
Vom 16. Februar 1917 an gehörte sie zur 214. Infanterie-Division.

### Gliederung/Untergeordnete Einheiten
- Vor 1914

Fußartillerie-Regiment „General-Feldzeugmeister“ (Brandenburgisches) Nr. 3, Westfälisches Fußartillerie-Regiment Nr.7, Schleswig-Holsteinisches Fußartillerie-Regiment Nr. 9
- Kriegsgliederung 1914

Stab, 7. und 8. Batterie III./Reserve-Fußartillerie-Regiment Nr. 7 
- Kriegsgliederung am 20. Mai 1918

Artillerie-Kommandeur Nr. 214
Triersches Feldartillerie-Regiment Nr. 44, I. Bataillon/2. Pommersches Fußartillerie-Regiment Nr. 15

### Erster Weltkrieg
Die Brigade war im Verband der 214. Infanterie-Division ausschließlich an der Westfront im Einsatz. Zu den Kampfhandlungen, Gefechten und Schlachten siehe Kampfgeschehen der 214. Infanterie-Division.

### Brigadekommandeure
| Name                       | Datum                                    |
| -------------------------- | ---------------------------------------- |
| Emil Ilse                  | 1. Oktober 1912 bis 22. August 1914      |
| Alfred Ziethen             | 23. August 1914 bis 17. Dezember 1917    |
| Josef Wilhelm Gustav Lauer | 18. Dezember 1917 bis Ende Dezember 1917 |
| Friedrich von Krause       | Ende Dezember 1917 bis 1918              |
| Oberst Baensch             | 1918 bis Kriegsende                      |